# (25776) 2000 CG32
(25776) 2000 CG32 est un objet de la ceinture principale d'astéroïdes extérieure découvert en 2000.

## Description
(25776) 2000 CG32 a été découvert le 2 février 2000 à l'observatoire Magdalena Ridge, situé dans le comté de Socorro, au Nouveau-Mexique (États-Unis), par le projet Lincoln Near-Earth Asteroid Research (LINEAR).

### Caractéristiques orbitales
L'orbite de cet astéroïde est caractérisée par un demi-grand axe de 3,22 UA, un périhélie de 2,90 UA, une excentricité de 0,010 et une inclinaison de 4,21° par rapport à l'écliptique. Du fait de ces caractéristiques, à savoir un demi-grand axe entre 3,2 et 4,6 UA, il est classé, selon la JPL Small-Body Database, comme objet de la ceinture principale d'astéroïdes extérieure.

### Caractéristiques physiques
(25776) 2000 CG32 a une magnitude absolue (H) de 14,4 et un albédo estimé à 0,180.